# Sheila Chandra

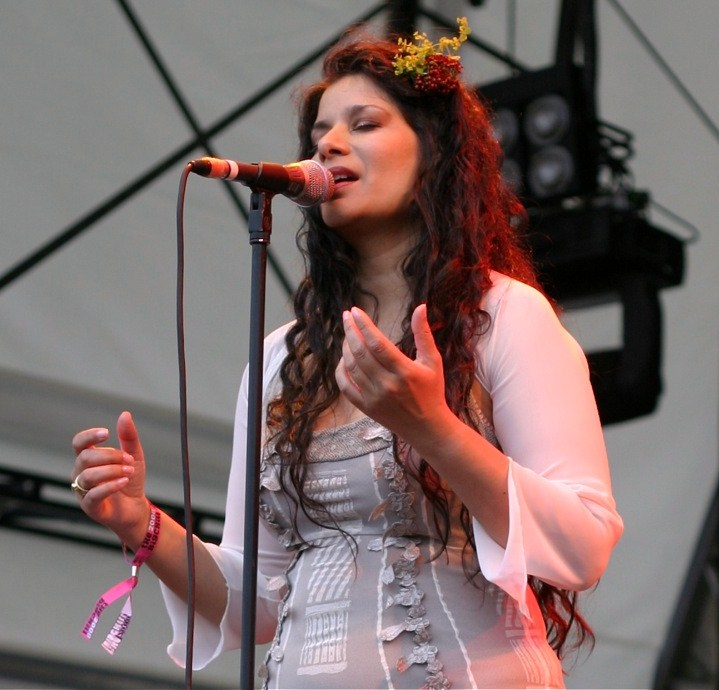
Sheila Chandra (2008)

Sheila Chandra (* 14. April 1965 in London) ist eine ehemalige britische Sängerin südindischer Herkunft. Stilistisch bewegt sie sich zwischen traditioneller indischer Musik und verschiedenen Richtungen westlicher Popmusik. Zu ihren bekanntesten Titeln zählt Ever So Lonely aus den frühen 1980er Jahren, produziert und abgemischt vom britischen Musikproduzenten Hugh Jones.
2010 wurde bei ihr chronisches Zungenbrennen (BRB) diagnostiziert, weshalb die nunmehr verstummte Chandra sich aus dem Musikgeschäft zurückzog. Seitdem betätigt sie sich als Autorin von Ratgebern.

## Diskografie
- 1982: Monsoon
- 1984: Out on My Own
- 1984: Quiet
- 1985: The Struggle
- 1985: Nada Brahma
- 1990: Roots and Wings
- 1992: Weaving My Ancestors' Voices
- 1994: The Zen Kiss
- 1996: ABoneCroneDrone
- 1999: Moonsung: A Real World Retrospective
- 2001: This Sentence Is True (The Previous Sentence Is False)
- 2003: Indipop Retrospective